# كريشنا أور كانس
كريشنا أور كانس هو فيلم رسوم متحركة هندي صدر عام 2012 من إنتاج شركة ريلاينس إنترتينمنت. أخرجه فيكرام فيتوري. كان الفيلم معفيًا من الضرائب في ست ولايات عندما صدر وكان متاحًا باللغات الهندية والتاميلية والتيلجو والإنجليزية. كما تم إطلاق لعبة جوال جديدة لـجانماشتامي استنادًا إلى الفيلم. كان الفيلم الرسوم المتحركة الأكثر انتشارًا في الهند.